# 2019 van Albada
2019 van Albada este un asteroid din centura principală, descoperit pe 28 septembrie 1935 de Hendrik van Gent.